# Youngblood
Youngblood és una pel·lícula estatunidenca dirigida per Peter Markle estrenada l'any 1986. Ha estat doblada al català.

## Argument
El jove jugador de hockey Dean Youngblood descobreix el hoquei sobre gel d'alt nivell en el vestíbul de la Lliga nacional de hoquei. Dean Youngblood té 17 anys i quan és sobre els patins de gel, no tem ningú. Ben decidit a entrar a la lliga Nacional de Hoquei, entra a l'equip canadenc dels Mustangs de Hamilton, persuadit que el seu domini dels patins li valdrà l'admiració de les multituds. Però Dean descobreix ràpidament que la velocitat i l'agilitat del seu joc no fan el pes davant l'energia i l'agresivitat de l'equip dels Bombers de Thunder Bay. Gràcies als consells de Derek Sutton, el capità dels Mustangs, Dean aprèn que la velocitat no és suficient i que ser el millor té un preu.

## Repartiment
- Rob Lowe: Dean Youngblood
- Cynthia Gibb Anne Rondeleux): Jessie Chadwick
- Patrick Swayze: Derek Sutton
- Ed Lauter: Murray Chadwick
- Jim Youngs: Kelly Youngblood
- Eric Nesterenko: Blane Youngblood
- George J. Finn: Racki
- Fionnula Flanagan: Miss McGill
- Ken James: Frazier
- Peter Faussett: Duane Hewitt
- Walker Boone: L'ajudant de l'entrenador
- Keanu Reeves: Heaver Lempelius